# هایلیگنتال
هایلیگنتال (به آلمانی: Heiligenthal) یک منطقهٔ مسکونی در آلمان است که در گرب‌اشتت واقع شده‌است. هایلیگنتال ۸۲۶ نفر جمعیت دارد.